# Îlot de Lido
Pour les articles homonymes, voir Lido.
L'îlot de Lido (en portugais : Ilhéu do Lido) est un îlot situé dans la freguesia de São Martinho, dont la municipalité est Funchal, à Madère, au Portugal.